# Grand Alatau
Grand Alatau es un complejo de edificios ya construido y residencial en Astaná, Kazajistán. Los edificios comprenden cuatro torres de 20, 28, 38 y 43 plantas y alcanzan una altura estructural de 150 metros en el rascacielos mayor.